# 12 mars dans les chemins de fer
12 février 12 avril
Chronologies thématiques
- Croisades
- Sports
- Disney

Cette page concerne les événements qui se sont déroulés un 12 mars dans les chemins de fer.

## Événements

### XXesiècle
- 1914. France : ouverture (après la ligne) de la station Concorde de la ligne 8 du métro de Paris.